# Krister Göranson
Johan Henrik Krister Göranson, född 30 mars 1935 i Luleå, död 26 oktober 2024 i Victoria, Gozo, Malta, var en svensk diplomat och jurist.

## Biografi
Göranson var son till direktör Gustaf Göranson och Brit-Marie Enhörning. Han tog juris kandidatexamen i Uppsala 1961 innan han blev attaché vid Utrikesdepartementet (UD) samma år. Han tjänstgjorde i Buenos Aires 1962 och var ambassadsekreterare i Haag 1964. Göranson var därefter förste ambassadsekreterare 1965, kanslisekreterare vid UD 1967, departementssekreterare 1968, förste ambassadsekreterare i Ottawa 1969, Teheran 1973, departementssekreterare vid UD 1976, kansliråd 1977, ambassadråd i Madrid 1979, ambassadör i Guatemala och Tegucigalpa 1983, San Salvador 1986, Havanna 1987, Antananarivo, Moroni, Port Louis, Victoria och Valletta med placering i Stockholm från 1992. Han var ambassadör i Mogadishu med placering i Stockholm från 1993. Göranson var ambassadör i Alger från 1998.
Han var från 1964 till sin död gift med Jel Goedhart (född 1942), dotter till ingenjören Gerrit Goedhart och Iris Gibsone.